# Всеруско учредително събрание
Всеруското учредително събрание е представителен орган в Руската република, избран с редовни избори през ноември 1917 г. и свикан през януари 1918 г., за да определи държавното устройство на Русия. Изборите са признати като първите свободни избори в руската история, с универсално избирателно право. Болшевиките обаче разпускат избраното Учредително събрание и превръщат управлението в еднопартийно, като забраняват опозиционните партии.
Учредителното събрание провъзгласява Русия за федеративна демократична република, с което отхвърля монархическата форма на управление (макар че още през септември 1917 г. Временното правителство обявява Русия за република), премахва собствеността върху земята и призовава за сключване на мирен договор. Събранието отказва да утвърди проекта на Декларацията за правата на трудещия се и експлоатиран народ, съставена от Ленин, с което би легитимирало властта на Съветите на работническите и селските депутати, като по този начин отказва да узакони по-нататъшните действия на Съветите.

Учредителното събрание е разпуснато насилствено от Всеруския централен изпълнителен комитет, чиито действия са одобрени по-късно 
 от проболшевишкия III Всеруски конгрес на Съветите на работническите и селските депутати.
Антиболшевишките политически сили не признават разпускането и настояват, че Съветите са нелегитимни и че идването на болшевиките на власт с преврат е незаконно. На 8 юни 1918 г. в Самара, по време на разгръщащата се Гражданска война, социалистическите революционери (есери) от името на Учредителното събрание обявяват временен Комитет на членовете на Учредителното събрание (КОМУЧ) за върховен орган на властта. По време на Държавната конференция в Уфа е постигнато споразумение за преобразуване на КОМУЧ в Конгрес на членовете на Учредителното събрание и е сформирано ново Временно всеруско правителство (Директория). То трябва да отчита дейността си пред Учредителното събрание, което трябва да възобнови работата си на 1 януари 1919 г. Преди това обаче, на 18 ноември 1918 г., в резултат на военен преврат на власт идва адмирал Александър Колчак, правителството е свалено, а заседанието на конгреса в Екатеринбург е разпръснато.